# تورباي (دائرة انتخابية في المملكة المتحدة)
تورباي (بالإنجليزية: Torbay)‏ هي إحدى الدوائر الانتخابية في المملكة المتحدة الممثلة في مجلس العموم في برلمان المملكة المتحدة.
عضو البرلمان الذي يمثلها حالياً هو :Mr Adrian Sanders (LD).